# Killing Floor 2
Killing Floor 2 est un jeu vidéo de tir à la première personne (FPS) développé et édité par Tripwire Interactive. Il s'agit de la suite de Killing Floor, sorti en 2009.
La version en accès anticipé de ce survival horror a été lancée en avril 2015 sur Microsoft Windows. Le jeu est ensuite sorti officiellement en novembre 2016 sur Windows et PlayStation 4, puis en août 2017 sur Xbox One. Killing Floor 2 utilise le moteur de jeu Unreal Engine 3 développé par Epic Games.
Une suite, Killing Floor 3, est en développement.

## Système de jeu
Killing Floor 2 est un jeu vidéo de tir à la première personne (FPS), jouable en solo ou en coopération jusqu'à six joueurs. Le jeu se déroule après les événements de Killing Floor, où la société de biotechnologie Horzine a tenté de créer des clones militaires, mais un chercheur fou a libéré ces clones à travers tout le Royaume-Uni. Désormais, les clones se sont rapidement répandus à travers l'Europe, paralysant la réponse de l'Union européenne. Dans Killing Floor 2, l'épidémie s'est étendue au-delà de l'Europe, provoquant l'effondrement des gouvernements et la défaillance des systèmes de communication.
Le gameplay consiste à combattre des vagues de spécimens ressemblant à des zombies, appelés « Zeds ». Au fur et à mesure que les vagues progressent, le nombre et la diversité des ennemis augmentent, culminant avec un combat de boss en dernière vague. Le nombre d'ennemis dépend du nombre de joueurs présents. Le boss final est choisi aléatoirement, chacun nécessitant une stratégie différente pour être vaincu. Les joueurs sont équipés d'armes de mêlée et à feu, d'une seringue de guérison pour restaurer leur santé, ainsi que d'un soudeur pour bloquer les passages en fermant des portes afin de retenir les Zeds temporairement. Des armes, munitions et armures aléatoires peuvent être trouvées en explorant le niveau, mais les joueurs sont limités par le poids qu'ils peuvent transporter.
En tuant des Zeds, les joueurs gagnent de l'argent et des points d'expérience. Les éliminations spécifiques, comme les tirs à la tête, peuvent activer le « temps zed » (« Zed Time »), ralentissant l'action pour tous les joueurs pendant quelques secondes, permettant des ajustements stratégiques en plein combat. Les Zeds poursuivent et attaquent automatiquement les joueurs, qui peuvent se soigner avec leur propre seringue médicale ou vaec l'aide d'un coéquipier. Une fois la santé d'un joueur à zéro, il meurt et ne réapparaît qu'à la fin de la vague. La mission échoue si tous les joueurs meurent avant de terminer une vague. Survivre à une vague rapporte un bonus monétaire, utilisable pour acheter ou vendre des équipements dans un magasin, le Trader, accessible entre les vagues à des endroits spécifiques de la carte. Les parties peuvent être configurées avec un nombre de vagues variable et quatre niveaux de difficulté : Normal, Difficile, Suicidaire et Enfer sur Terre. Un patch de 2016 a ajouté une option de difficulté dynamique, permettant à un « contrôleur de jeu » informatique d'ajuster la difficulté des vagues suivantes en fonction des performances des joueurs.
Avant de commencer une partie, les joueurs doivent choisir parmi l'une des dix classes disponibles, telles que Médecin, Commando ou Soutien. Chaque classe propose des améliorations de compétences spécifiques, comme des dégâts accrus avec certaines armes, une guérison plus efficace, une vitesse augmentée et un soudage plus performant. Les points d'expérience sont gagnés en accomplissant des actions liées à la classe choisie, par exemple soigner des coéquipiers pour le Médecin. Utiliser des armes spécifiques à la classe accélère également le gain d'expérience. Chaque niveau acquis améliore les compétences de base de la classe. Tous les cinq niveaux, les joueurs peuvent choisir entre deux compétences débloquées pour leur classe, incluant des capacités passives et actives, dont certaines profitent à l'équipe entière. Les joueurs peuvent également personnaliser leur personnage avec divers vêtements et accessoires, bien que ces personnalisations soient purement cosmétiques et n'affectent pas le gameplay.
En avril 2016, un patch a introduit un mode joueur contre joueur où un ou plusieurs joueurs incarnent des Zeds pour affronter les mercenaires. Les Zeds disposent de capacités spécifiques, comme l'invisibilité du Stalker lorsqu'il ne charge pas.

## Développement
Killing Floor 2 a été développé par Tripwire Interactive, qui a commencé à travailler sur le jeu après la sortie de Red Orchestra 2: Heroes of Stalingrad en 2011. Annoncé pour Microsoft Windows et Linux le 8 mai 2014 par PC Gamer, le jeu a été la première fois que Tripwire disposait d'une équipe et d'un budget raisonnables, selon le président John Gibson. L'équipe, qui comptait dix personnes pour le premier Killing Floor, était passée à cinquante en 2014. Le jeu a été développé avec une version fortement modifiée de l'Unreal Engine 3, Tripwire ayant décidé de ne pas passer à l'Unreal Engine 4 pour éviter de compromettre la compatibilité avec les ordinateurs bas de gamme. Le lancement sur le plateforme d'accès anticipé Steam a permis de recueillir des retours sur l'équilibrage des armes et des avantages.
L'augmentation du budget a permis à Tripwire d'utiliser la capture de mouvement pour la première fois, enregistrée dans le studio de Sony Computer Entertainment à San Diego. Cette technique a été utilisée pour les animations des créatures et des armes, offrant des détails et une fidélité accrus, notamment dans le mode Zed Time, où l'action est ralentie. Les armes ont été conçues pour être réalistes, avec des animations de rechargement précises et des cadences de tir correspondant à celles des armes réelles.
Le système MEAT (Massive Evisceration And Trauma) a été créé pour représenter le sang dynamique et la violence graphique, inspiré par le système GHOUL de Soldier of Fortune. Les tâches de sang restent sur les cartes, rendant les éclaboussures en temps réel. Le nombre de points de démembrement des ennemis a été augmenté de cinq à vingt-deux, offrant plus de variété dans les animations. En mode Zed Time, toutes les couleurs sauf le rouge sont désaturées pour accentuer les effets de sang.
Le jeu introduit des lumières dynamiques, des objets destructibles et un système de combat au corps à corps repensé avec un mécanisme de blocage basé sur la direction de déplacement. Le nouveau système de progression des avantages permet une personnalisation accrue, et le nombre de niveaux a été augmenté pour une montée en niveau plus régulière. Chaque avantage possède des compétences configurables et des bonus passifs. Tripwire prévoit d'ajouter la prise en charge de Steam Workshop et de publier un kit de développement logiciel pour encourager le modding.
La version PlayStation 4 a été annoncée le 6 décembre 2014 lors de la PlayStation Experience. En novembre 2015, une boutique en jeu a été ajoutée pour acheter des articles cosmétiques via des microtransactions, suscitant des inquiétudes parmi les joueurs. Tripwire a répondu en expliquant que cette décision visait à obtenir des retours pour une transition fluide de l'accès anticipé à la version finale. En mars 2016, la prise en charge de Steam Workshop a été ajoutée, permettant aux utilisateurs de créer leurs propres modifications.
Le jeu est sorti le 18 novembre 2016 pour Windows et PlayStation 4. En décembre 2019, Tripwire a annoncé que Saber Interactive commencerait à soutenir le développement en 2020, dans le cadre de la feuille de route à long terme pour le jeu.

## Musique
La bande-son de Killing Floor 2, publiée par la label Solid State Records le 21 avril 2015, présente des compositions originales de zYnthetic ainsi que des morceaux de métal de divers artistes.
Jørn Tillnes de Soundtrack Geek a attribué une note de 9/10 à la bande-son, la qualifiant de « musique très cool et différente ».

## Accueil
Killing Floor 2 a reçu des critiques "généralement favorables", selon l'agrégateur d'avis Metacritic. Cependant, comme pour le premier jeu certaines critiques négatives ont souligné l'absence de véritable intrigue ou d'objectif pour les joueurs, hormis tuer des spécimens, le nombre limité de cartes disponibles et la répétitivité du gameplay, ce qui réduisait sa valeur de rejouabilité.
- Jeuxvideo.com : 15/20[3]